# Збраньки
Збра́ньки — село в Україні, в Овруцькій міській територіальній громаді Коростенського району Житомирської області. Населення становить 418 осіб (2001). Перша згадка 1710 рік, тож засноване село було набагато років раніше

## Історія
У 1906 році — село Норинської волості Овруцького повіту Волинської губернії. Відстань від повітового міста 10 верст, від волості 5. Дворів 98, мешканців 692.
У 1923—54 роках — адміністративний центр Збраньківської сільської ради Лугинського та Овруцького районів.
До 13 квітня 2017 року входило до складу Шоломківської сільської ради Овруцького району Житомирської області.